# Заграничный, Зиновий Давидович
Зиновий Давидович Заграничный (укр. Зіно́вій Дави́дович Заграни́чний; 10 января 1900 , Коростышев, Киевская губерния, Российская империя — 23 июня 1966 , Харьков, УССР) — украинский советский хормейстер, композитор, музыкальный педагог, профессор (1956). Заслуженный артист УССР (1957).

## Биография
Еврейского происхождения. В 1919-1922 годах проходил военную службу.
В 1927 году окончил Харьковский музыкально-драматический институт (теперь Харьковский национальный университет искусств имени И. П. Котляревского), ученик С. Богатырёва и В. Золотарёва.
В 1927-1929 годах – музыкальный руководитель, дирижёр и композитор театра «Веселый пролетарий», в 1929 – 1941 годах – организатор и руководитель Еврейской хоровой капеллы при Харьковской областной филармонии, одновременно композитор и дирижёр театра «Гезкульт».
В 1938-1940 годах – член правления Союза композиторов Украины.
Участвовал в создании музыки Гимна Украинской ССР (1947).
В 1942 – 1965 годах – художественный руководитель самодеятельности коллективов  «Трудовые резервы» в Ташкенте (во время эвакуации) и Харькове , с хором которой принимал участие во Всемирном фестивале молодежи и студентов в Москве в 1957 году.
В 1929-1966 годах преподавал в Харьковском музыкально-драматическом институте (с 1934 г. - Харьковская консерватория, с 1963 г. - Институт искусств), в 1936 - 1941 годах - руководитель Оперной студии, в 1939 - 1962 годах - с 1947 - и.о. профессора, в 1949 -1950 г. — заведующий кафедрой хорового дирижирования, с 1956 г. - профессор.
Среди его известных учеников - Н. Бабич, Е. Коноплёва, Ю.Кулик, Е. Мирошниченко, А. Петросян,  В. Овод и др.
Умер в Харькове 23 июня 1966 г.

## Личная жизнь
Жена — Коноплёва, Евгения Алексеевна, хормейстер,заслуженный деятель искусств УССР, профессор.

## Творчество
- оперетты  — «Знак Зорро» (1926), «Голубые скалы» (1937), «Дерзкая девчонка» (1940—1941), Мой гвардеец (совм. с Д. Клебановым, 1943);
- квинтет на еврейские темы (1927);
- сюита на корейские революционные песни (1936);
- музыкальная комедия "Счастливый старт" (1950);
- хоры на слова Т. Шевченко , А. Пушкина , И. Муратова , Шолом-Алейхема , С. Есенина ;
- массовые песни;
- музыка к театральным представлениям ;
- обработки народных песен для хора.

Занимался обработкой украинского и еврейского фольклора.